# Rossa Mediterranea
Rossa Mediterranea là một giống dê nội địa ở nước Ý, chúng có nguồn gốc từ đảo Sicily nằm trong vùng biển Địa Trung Hải về phía miền nam nước Ý. Đây là giống dê có nguồn gốc phát xuất từ giống dê Damascus của Syria và phía đông Địa Trung Hải, và do đó giống này còn được gọi là Derivata di Siria. Giống dê này được nuôi dưỡng chủ yếu ở Sicily, nhưng cũng được nuôi ở các vùng Basilicata và Calabria ở miền nam nước Ý.
Rossa Mediterranea là một trong bốn mươi ba giống dê nội địa Ý phân bố hạn chế mà có một cuốn sách gia phả loài được lưu giữ bởi Associazione Nazionale della Pastorizia, hiệp hội chăn nuôi cừu và dê quốc gia Ý. Tổng số lượng cá thể giống này đã được ước tính gần đây vào khoảng 56.000. Vào cuối năm 2013, số lượng cá thể giống này đã đăng ký được báo cáo là 3385.

## Sử dụng
Giống này có khối lượng trung bình 70 kg cho dê đực và 48 kg cho dê cái. Chiều cao trung bình của cá thể giống này là 79 cm cho dê đực và 72 cm cho dê cái.
Giống Rossa Mediterranea là một giống dê lấy sữa. Sản lượng sữa cho mỗi con bú đối với các dê cái nhiều con là khoảng 570 kg và có thể đạt 750 kg. Sữa dê này có trung bình 4,11% chất béo và 3,53% protein, và được sử dụng chủ yếu để làm pho mát.